# Чаплівська сільська рада
Чаплівська сільська рада — орган місцевого самоврядування у Старосамбірському районі Львівської області. Адміністративний центр — село Чаплі.

## Загальні відомості
Чаплівська сільська рада утворена в 1939 році. Водоймища на території, підпорядкованій даній раді: річка Стрв'яж.

## Населені пункти
Сільській раді підпорядковані населені пункти:
- с. Чаплі
- с. Гуманець
- с. Іванів
- с. Павлівка
- с. Райнова

## Склад ради
Рада складається з 16 депутатів та голови.

### Керівний склад попередніх скликань
| ПІБ                   | Основні відомості                                                 | Дата обрання | Дата звільнення |
| --------------------- | ----------------------------------------------------------------- | ------------ | --------------- |
| Тома Арсеній Осипович | Сільський голова, 1958 року народження, освіта вища               | 26.03.2006   | 31.10.2010      |
| Тома Арсеній Осипович | Сільський голова, 1958 року народження, освіта вища, безпартійний | 31.10.2010   |                 |

Примітка: таблиця складена за даними джерела